# Kerwin Mathews
Kerwin Mathews (Seattle, 8 gennaio 1926 – San Francisco, 5 luglio 2007) è stato un attore statunitense.

## Biografia
Dopo il divorzio dei genitori, all'età di due anni Kerwin Mathews seguì la madre a Janesville (Wisconsin), dove compì gli studi. Diplomatosi nel 1943, subito dopo fu arruolato nell'Army Air Corps durante gli ultimi due anni della seconda guerra mondiale. Terminato il conflitto, si iscrisse al Milton College e successivamente al Beloit College, dove frequentò corsi di musica e di arte drammatica e ove rimase anche dopo la laurea, insegnando dizione e recitazione e lavorando in rappresentazioni teatrali locali.
La svolta giunse nel 1954, quando Mathews si trasferì a Los Angeles ed entrò a far parte della compagnia Pasadena Playhouse. Notato da un agente della Columbia Pictures, firmò un contratto di sette anni con la nota casa produttrice e iniziò la carriera cinematografica con alcuni ruoli secondari in film quali 5 contro il casinò (1955) e La giungla della settima strada (1957). Nello stesso periodo fece le sue prime apparizioni televisive nelle serie The Ford Television Theatre (1955) e Matinee Theatre (1957).
Nel 1958 gli venne affidato il ruolo del marinaio protagonista del film “fantasy” Il 7º viaggio di Sinbad, ricco di spettacolari effetti speciali creati da Ray Harryhausen, nel quale Mathews si affermò definitivamente come interprete ideale dell'eroe giovane e attraente, coinvolto in fiabesche e romantiche avventure in costume. A questo filone appartengono altri film successivi, tra cui I viaggi di Gulliver (1960), in cui interpretò il celebre eroe nato dalla penna di Jonathan Swift, e L'ammazzagiganti (1962), nel quale impersonò Jack, il povero agricoltore che nell'Inghilterra medioevale affronta innumerevoli peripezie per sovvertire i malefici del bieco stregone Pendragon, responsabile del rapimento della figlia del principe di Cornovaglia.
Durante i primi anni sessanta, Mathews ebbe comunque occasione di variare registro, partecipando a pellicole drammatiche come Il diavolo alle 4 (1962), al fianco di Spencer Tracy e Frank Sinatra, in cui ricoprì il ruolo del giovane prete Joseph Perreau. Tra i ruoli interpretati invece per il piccolo schermo, da ricordare quello di Johann Strauss figlio in due episodi della serie Disneyland (1963), intitolata The Waltz King. 
Mathews fu inoltre protagonista di due avventure di spionaggio di produzione francese, OSS 117 segretissimo (1963), e OSS 117 minaccia Bangkok (1964), entrambe per la regia di André Hunebelle, nelle quali interpretò il ruolo dell'agente segreto americano di origine francese Hubert Bonisseur de La Bath, in codice OSS 117, creato dallo scrittore Jean Bruce. Rimase legato a quest'ultimo genere cinematografico e interpretò ancora le pellicole The Viscount - Furto alla banca mondiale (1967), nel ruolo di Clint de la Roche (detto “le vicomte”) e Un killer per sua maestà (1968), nella parte dell'agente della CIA Mark Stone.
Negli anni settanta, Mathews diradò progressivamente le sue apparizioni. Partecipò a un paio di episodi della serie poliziesca Ironside (1972), e impersonò il ruolo del dottor Duncan Stewart in un episodio della serie General Hospital (1972). Il suo definitivo addio alle scene avvenne nel 1977, dopo la partecipazione agli horror Mai con la luna piena e Malakay – Nightmare in Blood.
Ritiratosi dal mondo dello spettacolo, nel 1978 Mathews si trasferì a San Francisco e aprì un negozio di antiquariato e vintage. Sentimentalmente legato dal 1961 a Tom Nicoll, l'attore morì il 5 luglio 2007, all'età di 81 anni. La città di Janesville (Wisconsin), dove egli frequentò la High School, gli ha dedicato una strada nelle adiacenze delle scuola, denominata “Kerwin Mathews Court”.

## Filmografia

### Cinema
- Cella 2455 braccio della morte (Cell 2455 Death Row), regia di Fred F. Sears (1955) – non accreditato
- 5 contro il casinò (5 Against the House), regia di Phil Karlson (1955)
- La giungla della settima strada (The Garment Jungle), regia di Vincent Sherman e, non accreditato, Robert Aldrich (1957)
- I marines delle isole Salomone (Tarawa Beachhead), regia di Paul Wendkos (1958)
- Il 7º viaggio di Sinbad (The 7th Voyage of Sinbad), regia di Nathan Juran (1958)
- Fra due trincee (The Last Blitzkrieg), regia di Arthur Dreifuss (1959)
- Spionaggio al vertice (Man on a String), regia di André De Toth (1960)
- Saffo, venere di Lesbo, regia di Pietro Francisci (1960)
- I viaggi di Gulliver (The 3 Worlds of Gulliver), regia di Jack Sher (1960)
- Il diavolo alle 4 (The Devil at 4 O'Clock), regia di Mervyn LeRoy (1961)
- I pirati del fiume rosso (The Pirates of Blood River), regia di John Gilling (1962)
- L'ammazzagiganti (Jack the Giant Killer), regia di Nathan Juran (1962)
- Il maniaco (Maniac), regia di Michael Carreras (1963)
- OSS 117 segretissimo (OSS 117 se déchaîne), regia di André Hunebelle (1963)
- OSS 117 minaccia Bangkok (Banco à Bangkok pour OSS 117), regia di André Hunebelle (1964)
- The Viscount - Furto alla banca mondiale (Le vicomte règle ses comptes), regia di Maurice Cloche (1967)
- Battle Beneath the Earth, regia di Montgomery Tully (1967)
- Un killer per Sua Maestà, regia di Federico Chentrens e Maurice Cloche (1968)
- A Boy… a Girl, regia di John Derek (1969)
- Barquero, regia di Gordon Douglas (1970)
- Octaman, regia di Harry Essex (1971)
- Mai con la luna piena (The Boy Who Cried Werewolf), regia di Nathan Juran (1973)
- Malakay – Nightmare in Blood (Nightmare in Blood), regia di John Stanley (1977)

### Televisione
- Space Patrol – serie TV, 1 episodio (1954)
- The Ford Television Theatre – serie TV, 3 episodi (1954-1956)
- Playhouse 90 – serie TV, 1 episodio (1956)
- Matinee Theatre – serie TV, 2 episodi (1957-1958)
- Goodyear Theatre – serie TV, episodio 2x12 (1959)
- Disneyland – serie TV, 2 episodi (1963)
- Ghostbreakers, regia di Don Medford – film TV (1967)
- Dead of Night: A Darkness at Blaisedon, regia di Lela Swift – film TV (1969)
- Death Takes a Holiday, regia di Robert Butler - film TV (1971)
- General Hospital – serie TV, 1 episodio (1972)
- Ironside – serie TV, 2 episodi (1972)

## Doppiatori italiani
- Pino Locchi in Cinque contro il casinò, La giungla della 7ª strada, OSS 117 minaccia Bangkok
- Giuseppe Rinaldi ne Il 7º viaggio di Sinbad, I viaggi di Gulliver, The Viscount - Furto alla banca mondiale
- Cesare Barbetti ne L'ammazzagiganti, Barquero
- Massimo Turci ne Il diavolo alle 4
- Pino Colizzi in Un killer per sua Maestà
- Fabrizio Manfredi ne Il 7º viaggio di Sinbad (ridoppiaggio)